# Immetalia diversa
Immetalia diversa är en fjärilsart som beskrevs av Rothschild och Jordan 1903. Immetalia diversa ingår i släktet Immetalia och familjen nattflyn. Inga underarter finns listade i Catalogue of Life.